# 塞德利茨湖

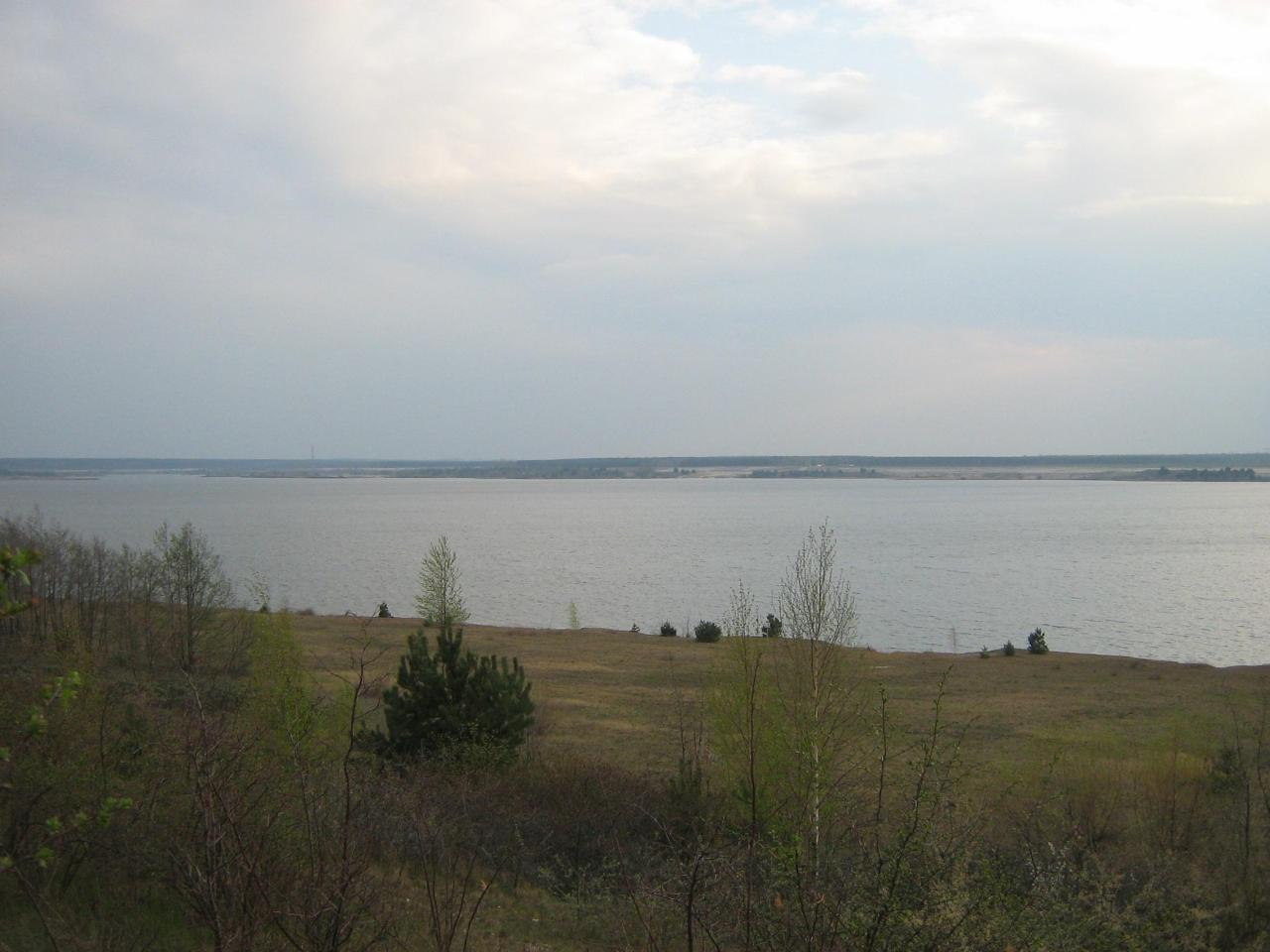

51°32′43.54″N 14°5′53.98″E / 51.5454278°N 14.0983278°E
塞德利茨湖（德語：Sedlitzer See），是德國的湖泊，位於該國西南部，由勃蘭登堡州負責管轄，處於上施普雷瓦爾德-勞西茨縣，面積13.3平方公里，海拔高度101米，最大水深27米。